# Quatre sans barreur masculin aux Jeux olympiques d'été de 2020
Navigation
Rio 2016 Paris 2024
L'épreuve masculine du Quatre sans barreur des Jeux olympiques d'été de 2020 de Tokyo a lieu au Sea Forest Waterway (en) du 24 au 28 juillet 2021.

## Programme
Les horaires sont à l'heure de Tokyo (UTC+09:00).
| Date                     | Heure   | Tour              |
| ------------------------ | ------- | ----------------- |
| Samedi 24 juillet 2021   | 11 h 40 | Séries            |
| Dimanche 25 juillet 2021 | 13 h 10 | Repêchage         |
| Mercredi 28 juillet 2021 | 8 h 40  | Finale B Finale A |

## Résultats

### Séries
Les deux premières embarcations de chaque série sont qualifiées pour la finale A, les autres vont en repêchage.

#### Série 1
| Rang | Couloir | Rameur                                                                 | Pays           | Temps         | Notes |
| ---- | ------- | ---------------------------------------------------------------------- | -------------- | ------------- | ----- |
| 1    | 1       | Alexander Purnell Spencer Turrin Jack Hargreaves Alexander Hill        | Australie      | 5 min 54 s 27 | QA    |
| 2    | 5       | Andrew Reed Anders Weiss Michael Grady Clark Dean                      | États-Unis     | 5 min 57 s 27 | QA    |
| 3    | 3       | Jan van der Bij Boudewijn Roell Sander de Graaf Nelson Ritsema         | Pays-Bas       | 6 min 00 s 27 | R     |
| 4    | 2       | Mihaita Tiganescu Mugurel Vasile Semciuc Stefan Berariu Cosmin Pascari | Roumanie       | 6 min 03 s 51 | R     |
| 5    | 4       | Lawrence Brittain Kyle Schoonbee John Smith Sandro Torrente            | Afrique du Sud | 6 min 25 s 34 | R     |

#### Série 2
| Rang | Couloir | Rameur                                                                | Pays            | Temps         | Notes |
| ---- | ------- | --------------------------------------------------------------------- | --------------- | ------------- | ----- |
| 1    | 1       | Oliver Cook Matthew Rossiter Rory Gibbs Sholto Carnegie               | Grande-Bretagne | 5 min 55 s 36 | QA    |
| 2    | 5       | Matteo Castaldo Bruno Rosetti Matteo Lodo Giuseppe Vicino             | Italie          | 5 min 57 s 67 | QA    |
| 3    | 3       | Mateusz Wilangowski Mikolaj Burda Marcin Brzezinski Michal Szpakowski | Pologne         | 6 min 03 s 38 | R     |
| 4    | 2       | Paul Jacquot Markus Kessler Joel Schürch Andrin Gulich                | Suisse          | 6 min 04 s 09 | R     |
| 5    | 4       | Jakob Buczek Luke Gasdon Gavin Stone William Crothers                 | Canada          | 6 min 05 s 47 | R     |

### Repêchage
Les deux premières embarcations de chaque série de repêchages se qualifient pour la finale A, les autres vont en finale B.
| Rang | Couloir | Rameur                                                                 | Pays           | Temps         | Notes |
| ---- | ------- | ---------------------------------------------------------------------- | -------------- | ------------- | ----- |
| 1    | 2       | Mihaita Tiganescu Mugurel Vasile Semciuc Stefan Berariu Cosmin Pascari | Roumanie       | 6 min 09 s 72 | QA    |
| 2    | 3       | Jan van der Bij Boudewijn Roell Sander de Graaf Nelson Ritsema         | Pays-Bas       | 6 min 11 s 22 | QA    |
| 3    | 4       | Mateusz Wilangowski Mikolaj Burda Marcin Brzezinski Michal Szpakowski  | Pologne        | 6 min 12 s 52 | QB    |
| 4    | 1       | Jakob Buczek Luke Gasdon Gavin Stone William Crothers                  | Canada         | 6 min 15 s 86 | QB    |
| 5    | 5       | Paul Jacquot Markus Kessler Joel Schürch Andrin Gulich                 | Suisse         | 6 min 27 s 80 | QB    |
| 6    | 6       | Lawrence Brittain Kyle Schoonbee John Smith Sandro Torrente            | Afrique du Sud | 6 min 30 s 34 | QB    |

### Finales

#### Finale A
| Rang                                | Couloir | Rameur                                                                 | Pays            | Temps         | Notes |
| ----------------------------------- | ------- | ---------------------------------------------------------------------- | --------------- | ------------- | ----- |
| Médaille d'or, Jeux olympiques      | 3       | Alexander Purnell Spencer Turrin Jack Hargreaves Alexander Hill        | Australie       | 5 min 42 s 76 | OB    |
| Médaille d'argent, Jeux olympiques  | 1       | Mihaita Tiganescu Mugurel Vasile Semciuc Stefan Berariu Cosmin Pascari | Roumanie        | 5 min 43 s 13 |       |
| Médaille de bronze, Jeux olympiques | 5       | Matteo Castaldo Marco Di Costanzo Matteo Lodo Giuseppe Vicino          | Italie          | 5 min 43 s 60 |       |
| 4                                   | 4       | Oliver Cook Matthew Rossiter Rory Gibbs Sholto Carnegie                | Grande-Bretagne | 5 min 45 s 78 |       |
| 5                                   | 2       | Andrew Reed Anders Weiss Michael Grady Clark Dean                      | États-Unis      | 5 min 48 s 85 |       |
| 6                                   | 6       | Jan van der Bij Boudewijn Roell Sander de Graaf Nelson Ritsema         | Pays-Bas        | 5 min 50 s 81 |       |

#### Finale B
| Rang | Couloir | Rameurs                                                               | Pays           | Temps         | Notes |
| ---- | ------- | --------------------------------------------------------------------- | -------------- | ------------- | ----- |
| 1    | 2       | Mateusz Wilangowski Mikolaj Burda Marcin Brzezinski Michal Szpakowski | Pologne        | 5 min 57 s 17 |       |
| 2    | 3       | Jakob Buczek Luke Gasdon Gavin Stone William Crothers                 | Canada         | 5 min 58 s 29 |       |
| 3    | 4       | Paul Jacquot Markus Kessler Joel Schürch Andrin Gulich                | Suisse         | 6 min 2 s 32  |       |
| 4    | 1       | Lawrence Brittain Kyle Schoonbee John Smith Sandro Torrente           | Afrique du Sud | 6 min 9 s 85  |       |